# Jehuda Cresques
Jehuda Cresques, noto anche come Jafudà Cresques o Jaume Riba (Palma di Maiorca, 1350 – Barcellona, 1427), è stato un cartografo spagnolo.
Fu probabilmente colui che diresse le imprese degli allievi della Scuola Navale Portoghese di Sagres all'inizio del XV secolo.
Figlio di un altro noto cartografo, Abraham Cresques (1325? – 1387), nacque a Maiorca nelle isole Baleari. Lui e suo padre sono i probabili autori dell'Atlante Catalano del 1375. È probabilmente suo il mappamondo mappa mundi donato nel 1381 dal re Juan di Aragona a Carlo VI re di Francia. Se, come sembra, si tratta di quello conservato al Louvre, siamo di fronte ad una carta di fondamentale importanza perché per la prima volta venivano aggiunte alle informazioni provenienti dalle navigazioni mediterranee anche le scoperte geografiche riferite ai viaggi di Marco Polo. Tra le altre, scarne, notizie spicca un compenso di ben 60 lire e 8 soldi corrispostogli da Giovanni I d'Aragona nel 1390.
Nato in una famiglia ebraica, Dopo che il re di Aragona iniziò le persecuzioni contro gli ebrei nel 1391 si convertì al Cristianesimo ad opera di Vincenzo Ferrer e prese quindi il nome di Jaume Riba (Jacobus Ribus, in latino). Sembra sia vissuto ancora a Maiorca per molti anni, nei quali viene spesso indicato come  lo Juen buscoler (il giudeo delle mappe), o el Judio de la brujelas (l'ebreo della bussola). In quanto Cristiano, avrebbe potuto essere prescelto per il ruolo di coordinatore geografico Portoghese intorno al 1420, e infatti un Mestre Jacome de Malhorca risulta nei documenti. La maggior parte degli studiosi ritiene che si trattasse di Jehuda Cresques, chiamato al prestigioso incarico da Enrico il Navigatore, fondatore ed anima della scuola di Sagres.